# 태평양 동맹

태평양 동맹의 회원국

태평양 동맹 문장

태평양 동맹(太平洋同盟, 스페인어: Alianza del Pacífico)은 남아메리카 국가들의 경제 공동체이다.
남아메리카 국가들의 물류와 인력 그리고 자본의 자유로운 교환 및 움직임을 촉진하며 회원국과 준회원국 사이의 정치·경제 통합을 증진시키는 것을 목적으로 하고 있다. 2012년 설립되었다. 현재는 멕시코, 칠레, 콜롬비아, 페루 4개국이 정회원국으로 참여하고 있다.

## 정회원국 및 옵서버 회원국

### 정회원국
괄호 안의 연도는 가입 일자이다.
- 멕시코 (2012년)
- 칠레 (2012년)
- 콜롬비아 (2012년)
- 페루 (2012년)

### 옵서버 회원국
- 아르헨티나[1]
- 오스트레일리아[2]
- 오스트리아
- 벨기에
- 캐나다
- 코스타리카 (정회원국 가입 신청)
- 덴마크
- 도미니카 연방
- 도미니카 공화국
- 에콰도르
- 엘살바도르
- 핀란드
- 프랑스
- 조지아[3]
- 독일
- 그리스
- 과테말라
- 아이티
- 온두라스
- 헝가리
- 인도
- 인도네시아
- 이스라엘
- 이탈리아
- 일본
- 모로코
- 네덜란드
- 뉴질랜드
- 파나마 (정회원국 가입 신청)
- 파라과이
- 폴란드
- 포르투갈
- 싱가포르
- 대한민국
- 스페인
- 스웨덴
- 스위스
- 중화민국
- 태국
- 트리니다드 토바고
- 튀르키예
- 영국
- 미국
- 우루과이

## 같이 보기
- 남아메리카 국가 연합
- 안데스 공동체